# Tympanogaster grampians
Tympanogaster grampians är en skalbaggsart som beskrevs av Perkins 2006. Tympanogaster grampians ingår i släktet Tympanogaster och familjen vattenbrynsbaggar. Inga underarter finns listade i Catalogue of Life.